# Heterodera
Heterodera es un género de nematodos de la familia Heteroderidae. Los miembros del género son parásitos y cada especies ataca a diferentes cultivos, a menudo causando un gran daño económico. El género es único entre los géneros de nematodos debido a la capacidad de la hembra para transformarse en un quiste resistente que protege los huevos que se han formado dentro de su cuerpo. El nombre Heterodera "se refiere a las diferentes 'pieles' de hembras y quiste".

## Diversidad
Este género contiene las siguientes especies:
- Heterodera amygdali
- Heterodera arenaria
- Heterodera aucklandica
- Heterodera avenae
- Heterodera bergeniae
- Heterodera bifenestra
- Heterodera cacti
- Heterodera cajani
- Heterodera canadensis
- Heterodera cardiolata
- Heterodera carotae
- Heterodera ciceri
- Heterodera cruciferae
- Heterodera delvii
- Heterodera elachista
- Heterodera filipjevi
- Heterodera gambiensis
- Heterodera glycines
- Heterodera goettingiana
- Heterodera hordecalis
- Heterodera humuli
- Heterodera latipons
- Heterodera longicaudata
- Heterodera medicaginis
- Heterodera oryzae
- Heterodera oryzicola
- Heterodera rosii
- Heterodera sacchari
- Heterodera schachtii
- Heterodera tabacum
- Heterodera trifolii
- Heterodera ustinovi
- Heterodera zeae